# 稚児桜
稚児桜（ちごさくら）は筝曲の曲。明治新曲の中でも後期に作曲された曲に属する。

## 概要
大阪の菊武祥庭（1884-1954）による作曲。明治44年に作曲されたとされる。明治新曲として全国的に流行した曲である。作曲者の話によると「京都の五条まで、牛若丸と弁慶の気分を自分の足を運んで味わいに言って作曲した」とのことである。激しい手事は牛若丸と弁慶の立ち回りを表現したものと考えられている。この曲は複数のの伝承系譜がある。菊武祥庭と菊武祥庭の師匠の菊田八重都が補筆したものである。さらに菊田八重都の養女菊田歌雄が合作部を追加したものもある。

## 歌詞
鞍馬の寺の稚児桜、咲けや四海に香るまで、昼は読経を勤しむれど、暮るれば習う太刀剣、

思う源氏の再興を、天満宮に祈らんと、夜毎に渡る五条橋、笛の音高く夜は静か、思いもかけず傍へより、出でて遮る大法師、

太刀を給えと呼ばれれば、太刀が欲しくば寄りて採れ、

さらば取らんと打ちふるふ、薙刀ついに落とされて、今ぞひたすら降参の、誠を表わす武蔵坊、

さては汝が弁慶か、牛若丸にましますか、

主従の契り深かりし、鏡は清し加茂の水。

## 演奏例
都山流尺八手付（一部荒木古童の採譜に基づき改変）